# Experimental Geodetic Payload

Animação da órbita do satélite EGP

Experimental Geodetic Payload é a designação de um satélite japonês desenvolvido pela NASDA, lançado em 13 de agosto de 1986 no primeiro voo do foguete H-I. Depois do lançamento, ele foi rebatizado como Ajisai (nome japonês da planta Hydrangea), mas é mais conhecido pelo acrônimo EGP. Ele tem o formato de uma esfera de 2,15 metros de diâmetro pesando cerca de 685 quilos. Sua superfície é coberta com 1.486 prismas e 318 refletores.